# Jack Waite
Jack Waite, né le 1er mai 1969 à Madison, est un joueur de tennis professionnel américain.
Spécialiste du jeu en double, il a remporté trois tournois ATP sur un total de 11 finales jouées. Sur le circuit secondaire Challenger, il a acquis 16 titres entre 1993 et 2001. Dans les tournois du Grand Chelem, il n'a jamais fait mieux qu'un troisième tour à l'US Open en 1997.

## Palmarès

### Titres en double messieurs
| No | Date       | Nom et lieu du tournoi                       | Catégorie    | Dotation  | Surface      | Partenaire       | Finalistes                    | Score         |  |
| -- | ---------- | -------------------------------------------- | ------------ | --------- | ------------ | ---------------- | ----------------------------- | ------------- |  |
| 1  | 26-09-1994 | Campionati Internazionali di Sicilia Palerme | World Series | 290 000 $ | Terre (ext.) | Tom Kempers      | Neil Broad Greg Van Emburgh   | 7-6, 6-4      |  |
| 2  | 08-01-1996 | BellSouth Open Auckland                      | World Series | 303 000 $ | Dur (ext.)   | Marcos Ondruska  | Jonas Björkman Brett Steven   | Forfait       |  |
| 3  | 30-09-1996 | Marbella Open Marbella                       | World Series | 303 000 $ | Terre (ext.) | Andrew Kratzmann | Pablo Albano Lucas Arnold Ker | 6-7, 6-3, 6-4 |  |

### Finales en double messieurs
| No | Date       | Nom et lieu du tournoi                                  | Catégorie    | Dotation  | Surface         | Vainqueurs                        | Partenaire         | Score           |  |
| -- | ---------- | ------------------------------------------------------- | ------------ | --------- | --------------- | --------------------------------- | ------------------ | --------------- |  |
| 1  | 02-10-1995 | Torneo de Tenis Comunidad de Valencia Lois Open Valence | World Series | 203 000 $ | Terre (ext.)    | Tomás Carbonell Francisco Roig    | Tom Kempers        | 7-5, 6-3        |  |
| 2  | 29-07-1996 | Grolsch Open Amsterdam                                  | World Series | 475 000 $ | Terre (ext.)    | Donald Johnson Francisco Montana  | Rikard Bergh       | 6-4, 3-6, 6-2   |  |
| 3  | 09-06-1997 | Internazionali di Tennis Carisbo Bologne                | World Series | 303 000 $ | Terre (ext.)    | Gustavo Kuerten Fernando Meligeni | Dave Randall       | 6-2, 7-5        |  |
| 4  | 18-08-1997 | US Pro Championships Boston                             | World Series | 303 000 $ | Dur (ext.)      | Jacco Eltingh Paul Haarhuis       | Dave Randall       | 6-4, 6-2        |  |
| 5  | 24-08-1998 | MFS Pro Championships Boston                            | Int' Series  | 315 000 $ | Dur (ext.)      | Jacco Eltingh Paul Haarhuis       | Chris Haggard      | 6-3, 6-2        |  |
| 6  | 19-07-1999 | MercedesCup Stuttgart                                   | Series Gold  | 915 000 $ | Terre (ext.)    | Jaime Oncins Daniel Orsanic       | Aleksandar Kitinov | 6-2, 6-1        |  |
| 7  | 24-07-2000 | Tournoi de tennis de Saint-Marin Saint-Marin            | Int' Series  | 325 000 $ | Terre (ext.)    | Tomáš Cibulec Leoš Friedl         | Gastón Etlis       | 7-61, 7-5       |  |
| 8  | 06-11-2000 | Grand Prix de tennis de Lyon Lyon                       | Int' Series  | 775 000 $ | Moquette (int.) | Paul Haarhuis Sandon Stolle       | Ivan Ljubičić      | 6-1, 62-7, 7-67 |  |

## Résultats en Grand Chelem

### En simple
N'a jamais participé à un tableau final.

### En double mixte
| Année | Open d'Australie          | Open d'Australie             | Roland-Garros | Roland-Garros | Wimbledon | Wimbledon | US Open | US Open |
| 1997  | 2e tour (1/8) Kimberly Po | Anna Kournikova Mark Knowles |               |               |           |           |         |         |

Sous le résultat, la partenaire ; à droite, l'ultime équipe adverse.